# Bathydoxa
Bathydoxa är ett släkte av fjärilar. Bathydoxa ingår i familjen plattmalar.
Kladogram enligt Catalogue of Life:
| Bathydoxa | \| \| Bathydoxa euxesta \| \| \| \| \| \| Bathydoxa tenuistria \| \| \| \| |
|           | \| \| Bathydoxa euxesta \| \| \| \| \| \| Bathydoxa tenuistria \| \| \| \| |
|           | Bathydoxa euxesta                                                          |
|           |                                                                            |
|           | Bathydoxa tenuistria                                                       |
|           |                                                                            |